# Jean-Claude Demonté
Jean-Claude Demonté est un homme politique français, né le 24 avril 1937 à Nancy, en Meurthe-et-Moselle, et mort le 2 janvier 1990 dans la même ville. Il est député de Meurthe-et-Moselle de 1977 à 1978.

## Biographie
Jean-Claude Demonté naît le 24 avril 1937 à Nancy.
Suppléant de Claude Coulais, il devient député de la deuxième circonscription de Meurthe-et-Moselle le 21 janvier 1977 lorsque celui-ci rejoint le premier Gouvernement Raymond Barre. Il reste député jusqu'au 2 avril 1978, fin de la Ve législature.
Aux côtés de Laurent Hénart, son neveu Fabrice Demonté est élu conseiller municipal de la ville de Nancy, en 1995 jusqu'en 2001, sur la liste d'André Rossinot. 
Jean-Claude Demonté meurt à Nancy le 2 janvier 1990, à l'âge de 52 ans,.

## Mandats
- De mars 1971 jusqu'à mars 1989 : maire de Rosières-aux-Salines.
- Du 21 janvier 1977 au 2 avril 1978 : député de la deuxième circonscription de Meurthe-et-Moselle.